# 魔鬼蛋糕
魔鬼蛋糕（英語：Devil's food cake）是一種濕潤濃厚的巧克力夾層蛋糕，被認為是白色或黃色的天使蛋糕的對照版本。由於20世紀起不同食譜和不斷變化的成份，很難與一般的巧克力蛋糕區別；雖然它傳統上比一般的巧克力蛋糕添加更多的巧克力使其更濃厚，通常並搭配巧克力糖霜。

## 概述

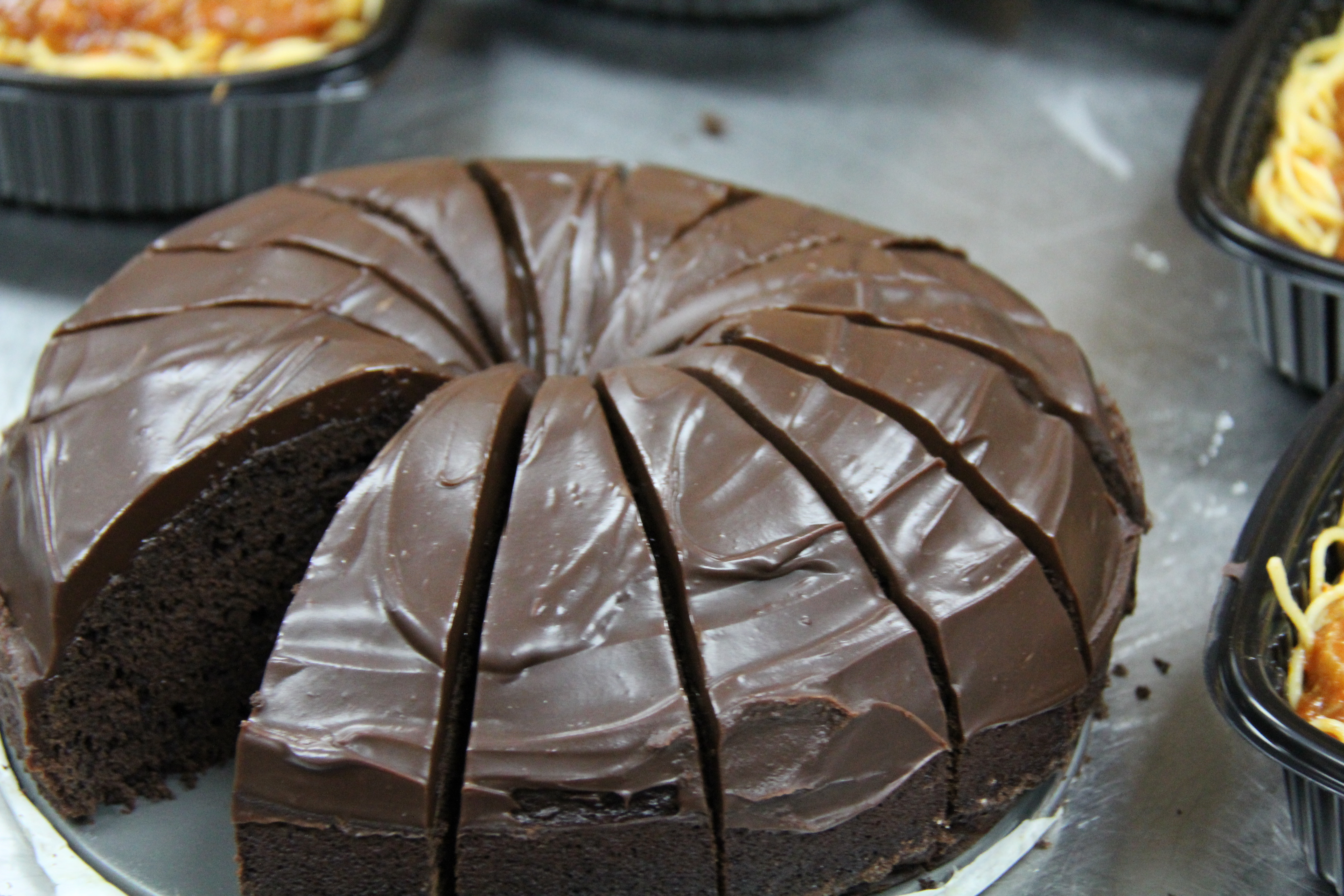
惡魔蛋糕切成15部份

魔鬼蛋糕通常是密集且濃厚的巧克力千層蛋糕，完全不同於其他巧克力蛋糕（如德式巧克力蛋糕）。它傳統上以烘烤不含糖的巧克力塊來代替不含糖的可可粉使用；然而，現代典型食譜使用可可粉來取代傳統的巧克力塊烘焙；也因為可可脂的量減少，可可粉味道比不加糖巧克力具有更強烈的巧克力味，並且常被加入咖啡以增強巧克力味；一些食譜使用熱或沸騰水為主要液体而不是牛奶。一個更著名的魔鬼蛋糕食譜，稱為“瓦薩魔鬼”；在歷史上且現在結束營業的餐廳菜單“寶箱”，其中競爭的是“韋斯里軟糖蛋糕”，它使用了1.5斤不含糖的巧克力、4盎司的蛋糕和4盎司的軟糖糖霜烘烤；其對手天使蛋糕是一個非常輕的白色蛋糕，使用蛋白且沒有乳製品。然而，魔鬼蛋糕通常搭配黃色的香草蛋糕，兩者可以結合製成大理石蛋糕。
魔鬼蛋糕有時與其他巧克力蛋糕區別，使用額外的小蘇打，這使蛋糕提高了酸鹼值並變成較深的桃花心木色；1905年，在美國開始出版食譜。
類似的紅色天鵝絨蛋糕，在美國南部它是一個非常受歡迎的蛋糕。大多數紅色天鵝絨蛋糕現今都用紅色的食物著色，但最早沒有在蛋糕名字裡面使用“紅色”，因在不含糖的酸巧克力和可可粉中的化學反應與酸性液體（通常是酪乳或酸性乳）一起加入小蘇打，其中顯示出一種水溶性的紅色花青素；相反的，用粉末和非酸性液體製成的巧克力蛋糕變成黑色。 20世紀初，這些巧克力蛋糕被稱為“紅蛋糕”、“紅富豪蛋糕”、“紅羽毛魔鬼蛋糕”和“紅魔鬼蛋糕”。然而，它們的紅色系食物與著色增強的紅色天鵝絨蛋糕完全不同，並且比較暗淡。